# Lambach (Gemeinde Mürzzuschlag)
Lambach ist eine Ortschaft und eine Katastralgemeinde der Stadtgemeinde Mürzzuschlag im Bezirk Bruck-Mürzzuschlag in Steiermark.
Lambach befindet sich westlich von Mürzzuschlag am rechten Ufer der Mürz; Siedlung und Katastralgemeinde waren früher getrennt: Die heutige Siedlung war früher in der Katastralgemeinde Mürzzuschlag und die Katastralgemeinde Lambach war ein Teil der im Zuge der Steiermärkischen Gemeindestrukturreform aufgelassenen Gemeinde Ganz. Diese Katastralgemeinde umfasste die Streusiedlung Lambach und wenige Einzellagen mit insgesamt 32 Einwohnern (Stand 31. Oktober 2011).

## Siedlungsentwicklung
Zum Jahreswechsel 1979/1980 befanden sich in der Katastralgemeinde Lambach insgesamt 23 Bauflächen mit 12.505 m² und 16 Gärten auf 11.965 m², 1989/1990 gab es 22 Bauflächen. 1999/2000 war die Zahl der Bauflächen auf 34 angewachsen und 2009/2010 bestanden 21 Gebäude auf 36 Bauflächen.

## Bodennutzung
Die Katastralgemeinde ist forstwirtschaftlich geprägt. 91 Hektar wurden zum Jahreswechsel 1979/1980 landwirtschaftlich genutzt und 240 Hektar waren forstwirtschaftlich geführte Waldflächen. 1999/2000 wurde auf 68 Hektar Landwirtschaft betrieben und 262 Hektar waren als forstwirtschaftlich genutzte Flächen ausgewiesen. Ende 2018 waren 55 Hektar als landwirtschaftliche Flächen genutzt und Forstwirtschaft wurde auf 259 Hektar betrieben. Die durchschnittliche Bodenklimazahl von Lambach beträgt 21 (Stand 2010).

## Berghotel Lambach

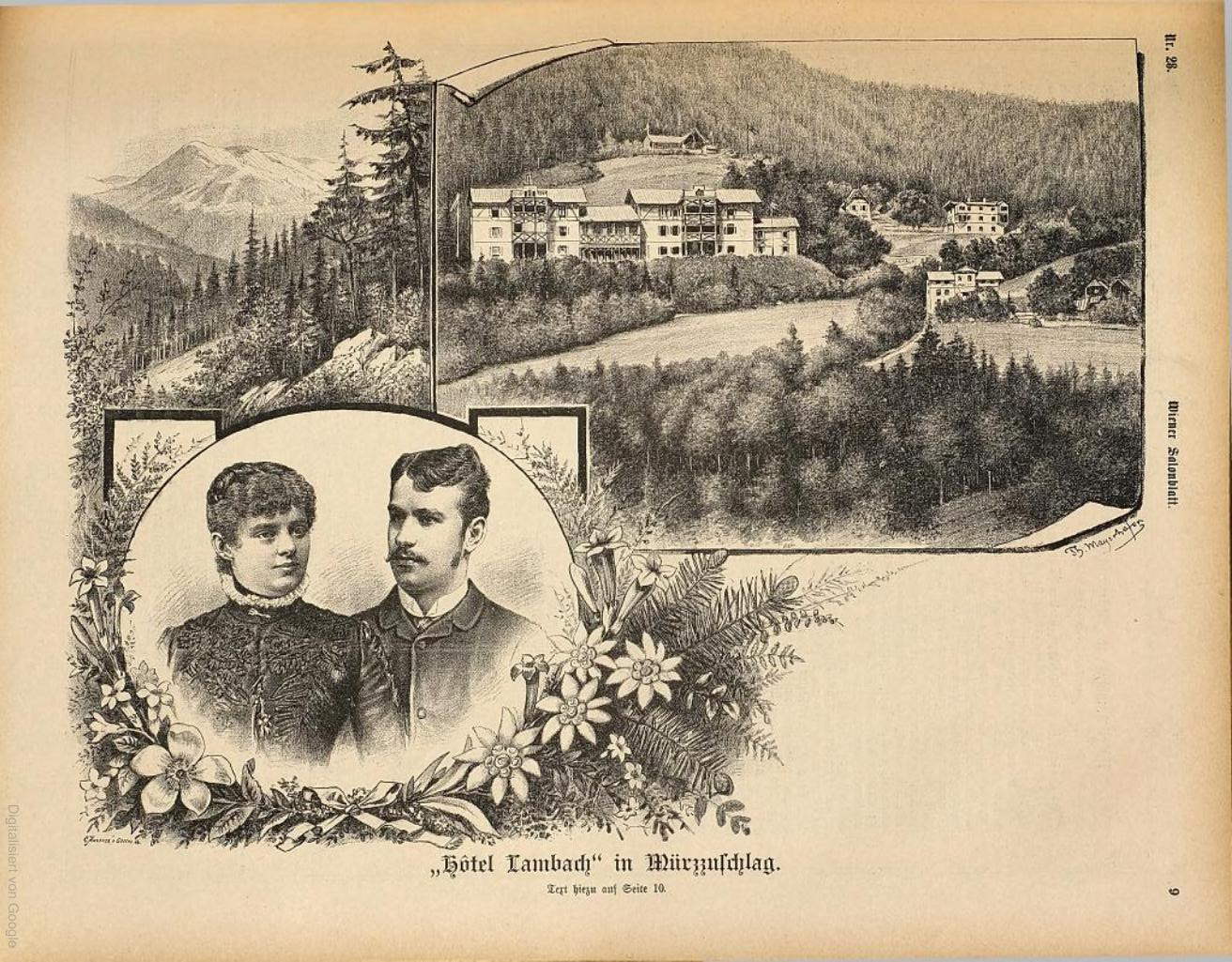
Das Hotel Lambach 1889 in einer Anzeige im Wiener Salonblatt

Das vom einstigen Bürgermeister Josef Brunner 1885 errichtete Berghotel Lambach wurde wegen seiner Lage gegenüber der Fischbacher Alpen bald zum Treffpunkt noble Gäste aus Wien, Budapest, Cilli, Graz oder Pressburg. 1903 logierte hier die Heiratsschwindlerin Tamara von Lützow, die als „schwarze Baronin“ bekannt wurde. Sie behauptete, die Tochter eines russischen Großfürsten zu sein und heiratete den Bezirkshauptmann Franz Hervay von Kirchberg, obwohl die letzte ihrer vier vorangegangenen Ehen noch nicht geschieden war. Franz Hervay nahm sich im Jahr darauf das Leben. Diese Affäre hat Buchautor Franz Preitler in seinem Roman Die schwarze Baronin abgehandelt. 
Für das baufällige Gebäude war bereits der Abbruchbescheid ausgestellt, als es in den 2010ern erworben und 2019 wiedereröffnet wurde.
Neben dem Hotel Lambach bestand zum Ende der Monarchie ein 1886 von Alois Waldher errichtetes Kurhaus mit einer Wasser-Heilanstalt. Das Hotel zählte zusammen mit den Villen Kaiserstein, Waldher-Hofmann und Alfons sowie der Gastwirtschaft Grüblbauer zum „Klein-Semmering“ von Mürzzuschlag.